# فراشة الكبريت
فراشة الكبريت أو فراشة الكبريت الغائمة (الاسم العلمي Colias philodice)، نوع فراش من حرشفيات الأجنحة وفصيلة الكرنبيات. أعطانها أمريكا الشمالية.

## معرض صور

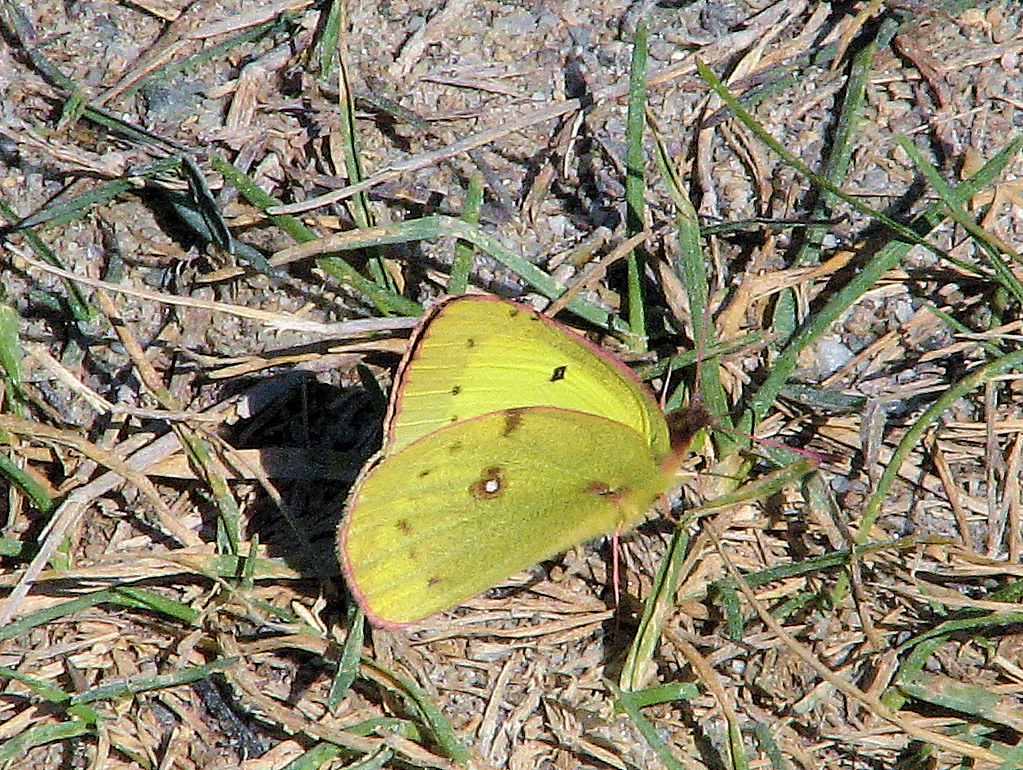
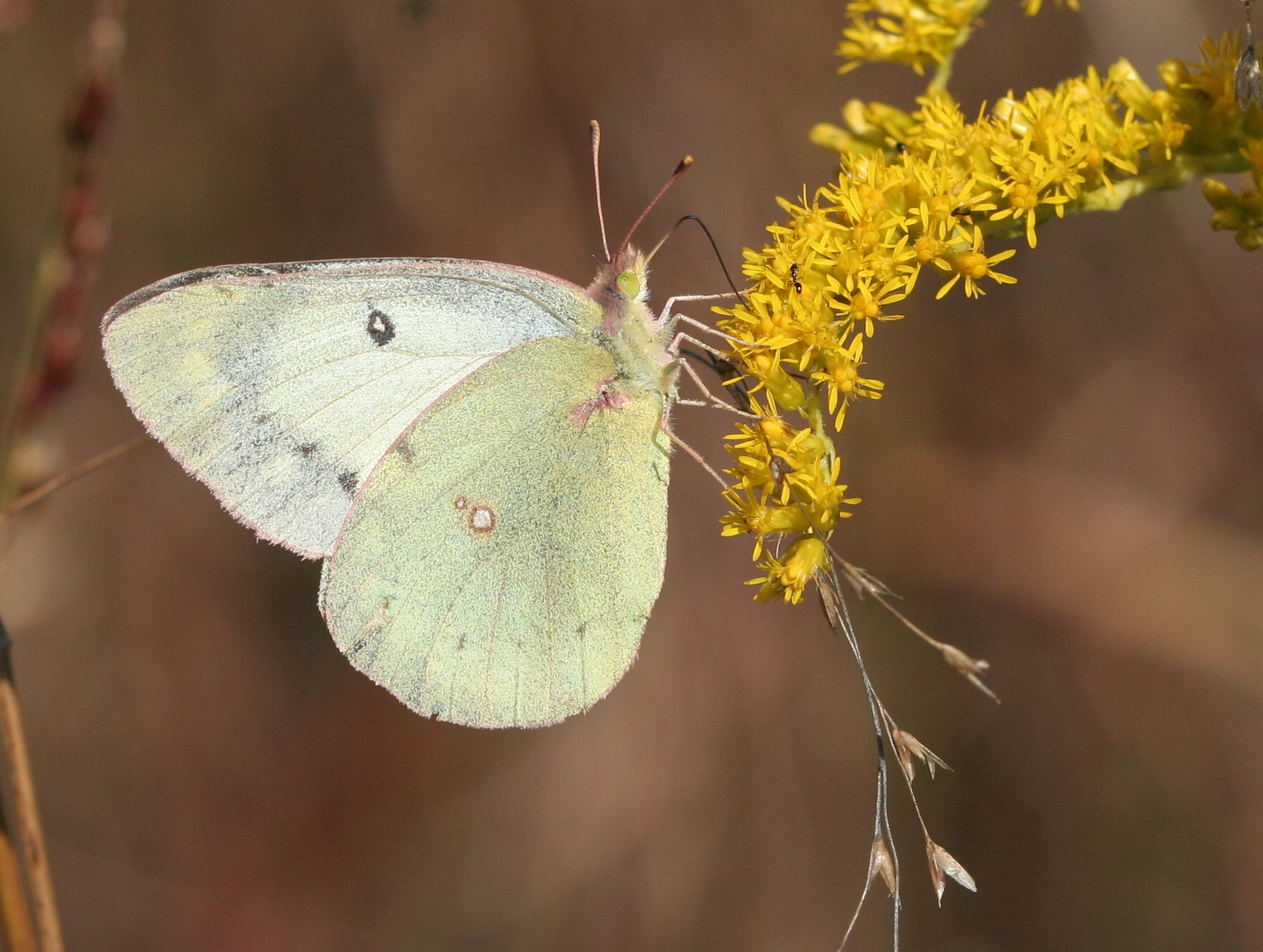
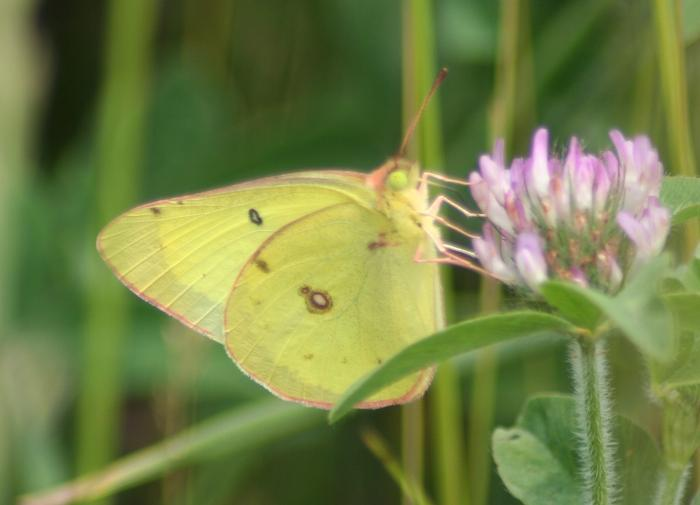
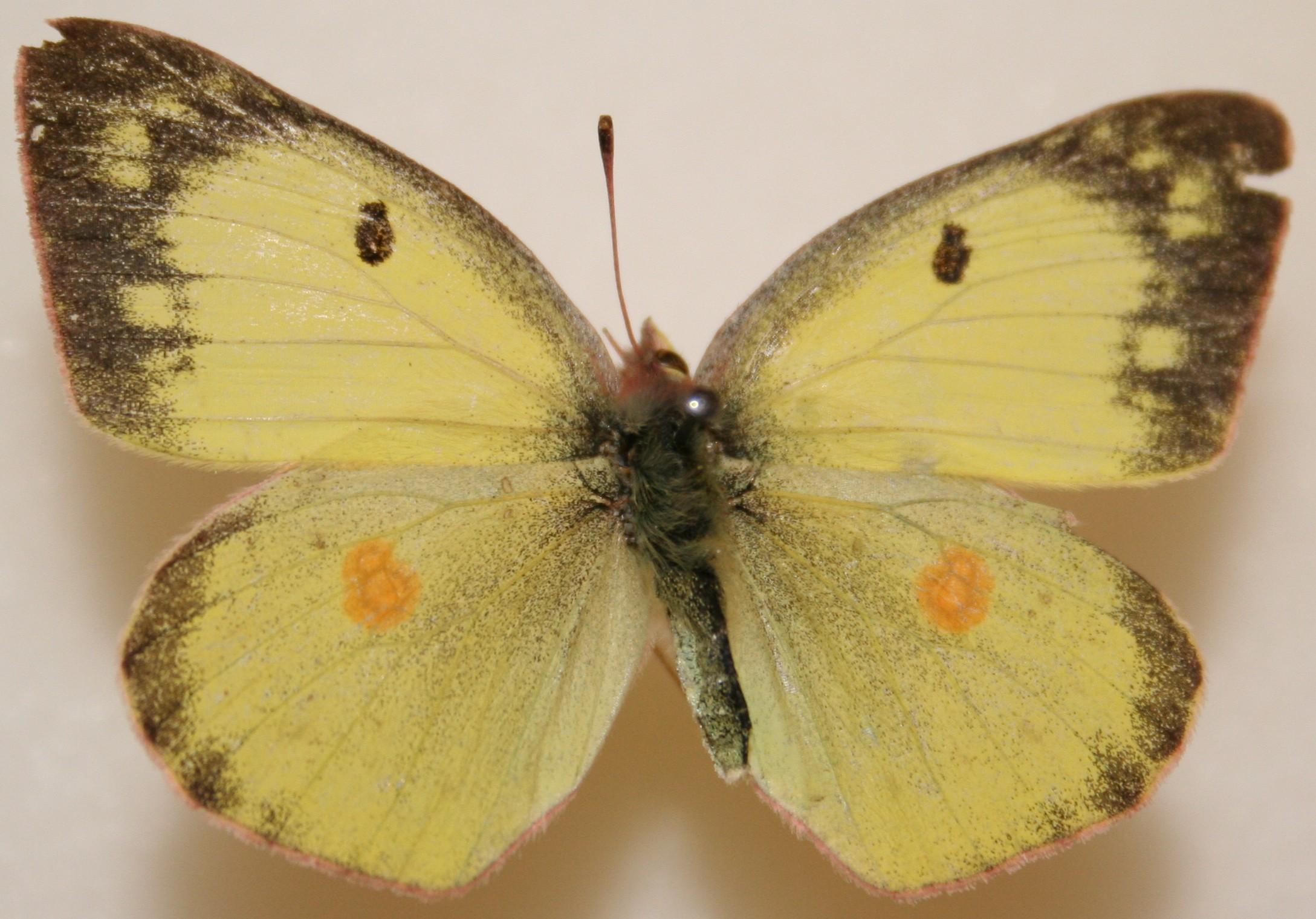